# Casa de la Alcaldía de San Juan
La Casa de la Alcaldía de San Juan es un edificio que se encuentra ante la Plaza de Armas y junto al Departamento de Estado de Puerto Rico.
La Casa Alcaldía es la sede del Alcalde de San Juan. La Casa Alcaldía fue construida en etapas desde 1604 hasta 1789. Fue restaurada en 1840 como una réplica de la fachada  del Ayuntamiento de Madrid, España. 
A su entrada principal, hay una inscripción en latín que dice: "Estime la luz de la justicia quien esté al servicio de su pueblo". En el primer piso, frente a la Plaza de Armas, se encuentra la oficina de turismo de San Juan y justo al lado esta se encuentra la Galeria de San Juan Bautista. En el segundo piso está la Sala Capitular y en el tercer piso se encuentra la Legislatura Municipal.
La Alcaldía de San Juan, de un estilo arquitectónico neoclásico colonial nos deleita con sus molduras que son una réplica del friso que en la antigüedad adornó el Partenón de Grecia. Sus luces de estilo isabelino son características del siglo XIX. El edificio tiene un patio interior y está abierto al turismo.

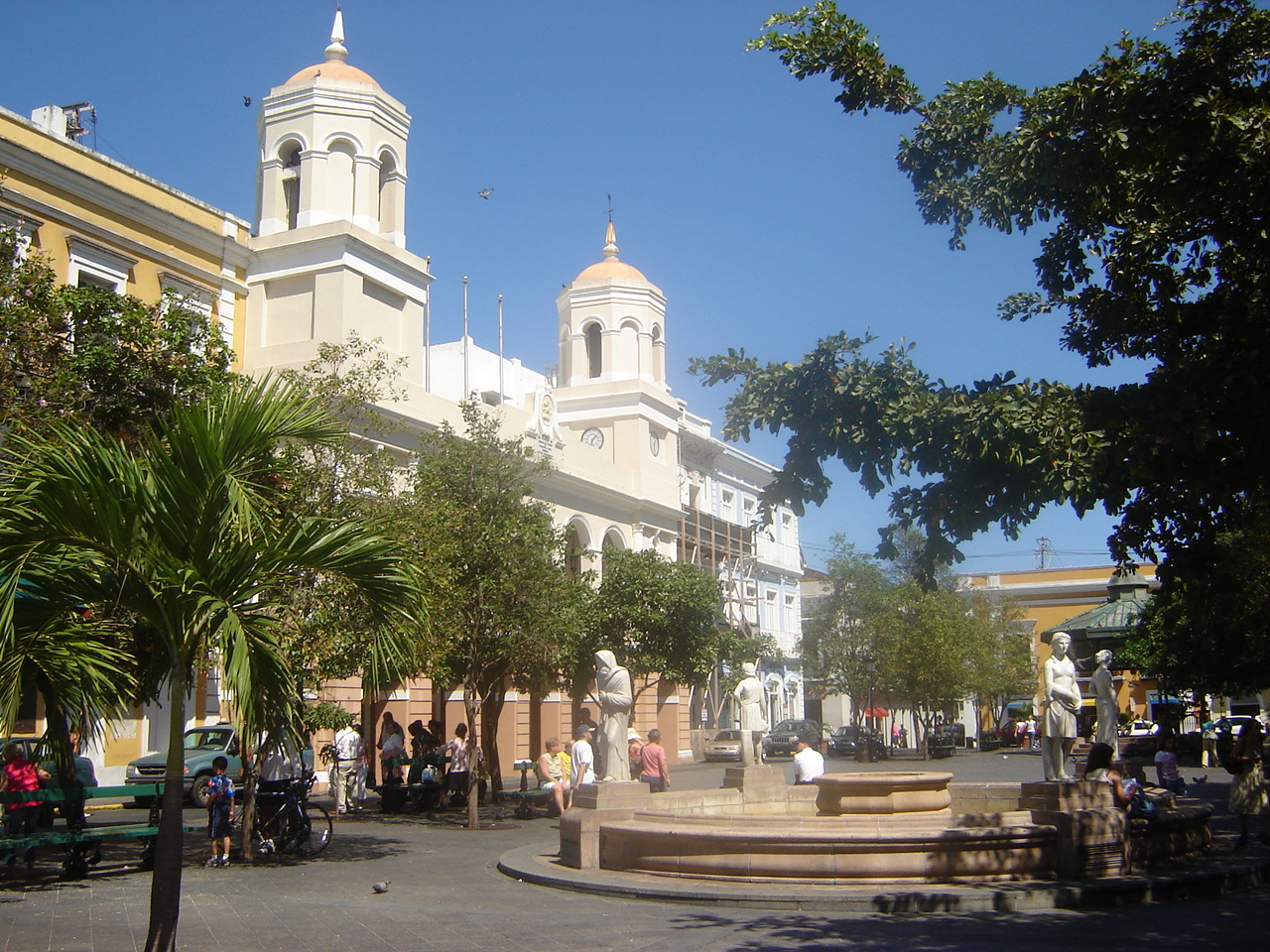

En su sala principal, en 1812, Ramón Power y Giralt fue proclamado primer diputado puertorriqueño a las Cortes de Cádiz. Dos años después, se estableció La Real Sociedad Económica de Amigos del País. En 1873, bajo el gobierno de Rafael Primo de Rivera, se firmó la abolición de la esclavitud en Puerto Rico y en 1876 se fundó el Ateneo Puertorriqueño y se celebró la primera Lotería Real.
El edificio expone pinturas de María Cristina de Habsburgo y su hijo Alfonso XIII; Isabel II de España; el brigadier, Ramón de Castro, quien dirigió la defensa contra el ataque inglés el 1797; y el gobernador Rafael Primo de Rivera. También está expuesto el escudo del rey Carlos III de España y el escudo de San Juan, con la Corona como símbolo del Reino Unido de España. Solo dos ciudades, La Habana en Cuba y Cartagena en Colombia, ostentan esta distinción reservada en las ciudades amuralladas de América.